# Катаринеум
Катари́неум (нем. Katharineum) — любекская гимназия, основанная в 1531 году.

## История
Гимназия Катаринеум была основана в 1531 году как латинская школа в рамках реформационных преобразований в Любеке, проводимых Иоганном Бугенхагеном. Своё название Катаринеум получил в честь францисканского монастыря святой Екатерины, в бывших помещениях которого была организована гимназия. Первым ректором стал Германн Боннус — соратник Бугенхагена, ставший впоследствии городским суперинтендентом. В 1619 году на территории монастыря была открыта городская библиотека, руководителями которой вплоть до 1903 года назначались преподаватели Катаринеума.
В конце XVIII начале XIX века по инициативе нового ректора Фридриха Даниэля Бена проводились активные внутренние реформы, позволившие вывести школу из затянувшегося кризиса (в 1798 году здесь училось лишь 27 учеников). Были введены дополнительные реальные классы (без изучения латыни и древнегреческого языка), изменен учебный план и отменено обязательное обучение церковному пению. В результате гимназия смогла привлечь множество учащихся не только из Любека, но и в целом из Шлезвиг-Гольштейна и Мекленбурга. В годы французской оккупации города (1806—1813) помещения Катаринеума были временно превращены в лазарет.
В 1893 году Томасом Манном, учившемся тогда в Катаринеуме, была выпущена первая в Германии школьная газета «Der Frühlingssturm». Спустя четыре десятилетия писатель уже в качестве почетного гостя выступал с приветственной речью на четырехсотлетнем юбилее гимназии. Образ Катаринеума был отражен на страницах романа Томаса Манна «Будденброки», а также в книге Генриха Манна «Учитель Гнус».
В годы Второй мировой войны Катаринеум значительно пострадал при бомбардировке 28-29 марта 1942 года. Был разрушен актовый зал и южное крыло, сильно пострадала крыша.
В 50-е годы численность учащихся значительно увеличилась, достигнув 1000 человек; также было введено совместное обучение.

## Современное состояние
Современный Катаринеум — гимназия с языковым уклоном. Учащимся предлагается изучение английского, французского, латинского и греческого языков. Также на базе школы организованы оркестр, театральный клуб и спортивные секции.
В гимназии сохранилось также множество традиций: ежегодные соревнования по пятиборью среди старшеклассников, команда по гребле, Любекское рождественское представление и др.

## Известные выпускники
- Иоахим Юнг — учёный

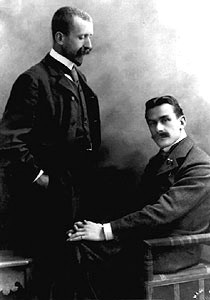
Генрих и Томас Манны

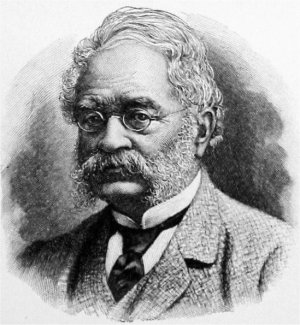
Вернер фон Сименс

- Иоганн Лоренц Мосхайм — теолог и историк церкви
- Иоганн Фридрих Овербек — художник
- Людвиг Преллер — филолог
- Фридрих Христиан Бенедикт Аве-Лаллеман — криминалист и писатель
- Герман Фелинг — химик
- Роберт Христиан Бертольд Аве-Лаллеман — врач
- Эрнст Курциус — историк и археолог
- Эмануэль Гейбель — поэт
- Вернер фон Сименс — инженер, изобретатель, учёный и промышленник
- Теодор Шторм — писатель и поэт
- Георг Курциус — филолог
- Курд фон Шлёцер — дипломат и историк
- Карл Вильгельм Сименс — инженер и промышленник
- Вильгельм Йенсен — писатель
- Густав Фальке — писатель
- Иоганнес Тралов — писатель
- Альберт Эребё — художник
- Генрих Манн — писатель
- Томас Манн — писатель
- Эрих Мюзам — поэт и драматург
- Вернер Бергенгрюн — писатель
- Гюнтер Прин — подводник
- Ханс Блюменберг — философ
- Матьё Каррьер — актер